# Hrabstwo Osage (Missouri)
Hrabstwo Osage (ang. Osage County) – hrabstwo w stanie Missouri w Stanach Zjednoczonych. Siedzibą hrabstwa jest miasto Linn, które jednocześnie jest największym miastem tego hrabstwa. Obszar całkowity hrabstwa obejmuje powierzchnię 613,41 mil² (1589 km²). Według danych z 2010 r. hrabstwo miało 13 878 mieszkańców. Hrabstwo powstało 29 stycznia 1841 roku, a jego nazwa pochodzi od rzeki Osage.

## Sąsiednie hrabstwa
- Hrabstwo Callaway (północ)
- Hrabstwo Gasconade (wschód)
- Hrabstwo Maries (południe)
- Hrabstwo Miller (południowy zachód)
- Hrabstwo Cole (zachód)

## Miasta
- Chamois
- Linn
- Meta
- Westphalia

## Wioski
- Argyle
- Freeburg